# ロッジ (企業)

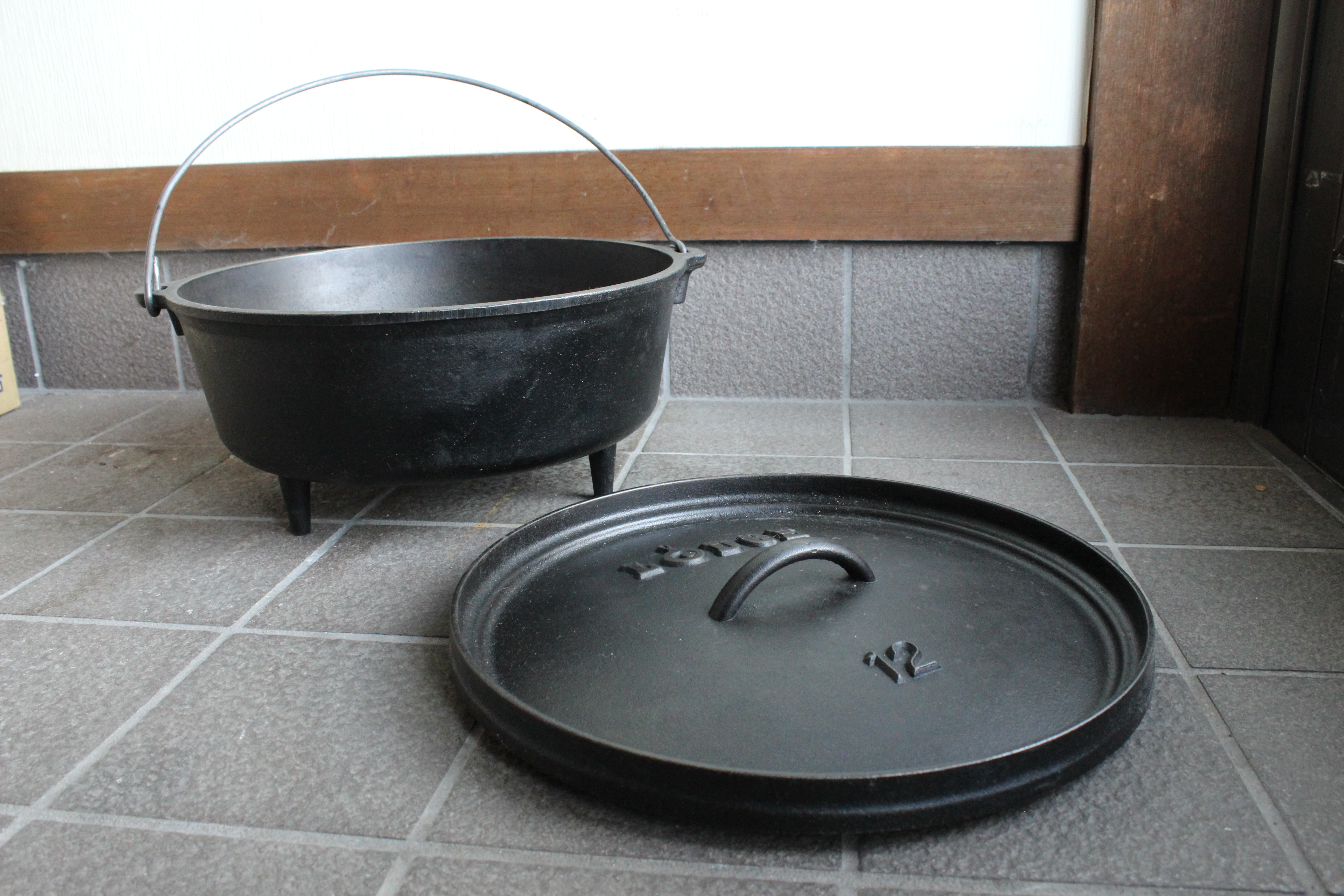
野外調理に特化した脚付きダッチオーブン。上火用の炭を載せられるよう、蓋の周囲が立ち上がっている仕様。

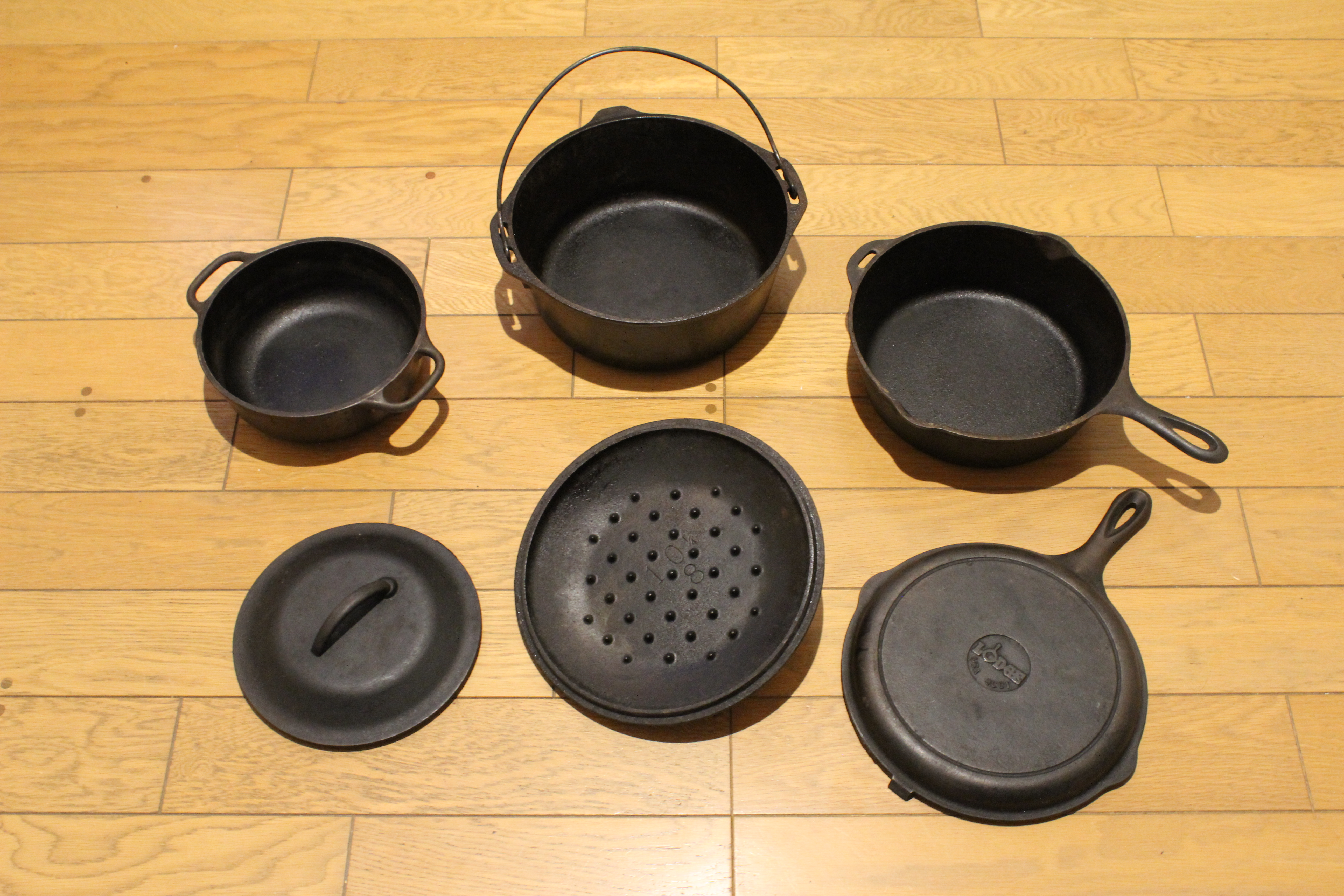
さまざまな形状（主にキッチン調理用）のダッチオーブン。

ロッジ（Lodge Manufacturing Company）は、アメリカ合衆国テネシー州サウスピッツバーグを拠点とする鋳鉄調理器具の製造会社である。1896年にジョセフ・ロッジによって設立されたロッジ社は、アメリカで継続的に運営されている最も古い調理器具会社の1つとなった。会社は現在でもロッジ家によって所有・管理され、販売する鋳鉄製品のほとんどは、創業以来よりサウスピッツバーグの鋳造所での生産を続けている。

## 歴史
調理器具製造会社のロッジは1896年に設立された。創業者のジョセフと妻アンナは、カンバーランド高原を流れるテネシー川沿いの3,000人の町であるサウスピッツバーグに定住し、牧師の名にちなんだ最初の工房であるブラックロック鋳造所を立ち上げた。ストーブや鍋、台所の流しなどの製造から始まり、砂型の自動成形やキューポラ炉から電磁誘導溶解システムへの置き換えなどの設備の効率化を推し進め、欧州で主流のエナメル鋳鉄市場への参入や、それまで購入者が使用前に行っていた慣らし作業が不要なプレシーズニング商品「ロッジ ロジック（LODGE LOGIC）」を発売するなどをして現在に至る。
2019年7月、フライパンと鍋に新しい軽量デザインを採用した「ブラックロック（Blacklock）」シリーズを発売。2019年8月、ロッジ123年の歴史で初のM&Aとなる、オレゴン州ポートランド創業のフィネックス（FINEX Cast IronCookware）の買収を発表した。

## 主な商品
- 鋳鉄製品（ダッチオーブン、スキレット）
- エナメル鋳鉄鍋
- プレス製品（フライパン、パエリアパン）
- 野外調理用鋳鉄器具
- 野外調理用グッズ